# Les subalternes peuvent-elles parler ?
Les subalternes peuvent-elles parler ? (titre original : Can the Subaltern Speak?) est un essai de la philosophe féministe indienne Gayatri Spivak paru en 1985, un des textes les plus célèbres des études postcoloniales,. Les subalternes évoquées dans le titre sont les personnes rejetées hors du système de représentation dominant, parmi lesquelles les femmes du Tiers monde sont plus que d'autres exclues. Spivak affirme que si les subalternes peuvent s'exprimer, leur parole n'est pas entendue, et ne reçoit pas de réponse, tout se passant comme si elle n'avait jamais été énoncée.
Le texte critique le discours sur l'Autre et sur les subalternes dans l'œuvre de certains intellectuels français. Il comporte également une réflexion sur la colonisation britannique de l'Inde, et une analyse de la manière dont l'administration coloniale a interprété l'immolation des veuves dans ce pays. L'exemple narratif qui clôt l'essai a favorisé la vulgarisation d'un texte réputé d'accès difficile : Spivak termine en relatant l'histoire de sa grand-tante qui s'est suicidée à Calcutta en 1926. Cet acte a été présenté par sa famille comme la conséquence d'un amour illégitime, alors que la jeune suicidée était en réalité engagée dans la lutte armée pour l'indépendance de l'Inde, et avait laissé une lettre dans laquelle elle expliquait ses motivations politiques — lettre qui n'a pas été prise en compte.

## Les subalternes ne sont pas entendues quand elles parlent
La parole suppose une écoute,. Si les subalternes parlent de fait, elles ne sont pas pour autant reconnues comme des locutrices dotées d'une subjectivité autonome,,. La femme du Tiers monde, figure subalterne par excellence, est l'objet de représentations forgées par le patriarcat de son pays, par les puissances anciennement colonisatrices, et par les féministes occidentales. Ces représentations sont censées dire ce qui en est de la femme du Tiers monde mieux qu'elle-même ne pourrait le faire.
Spivak déclare ainsi : « je réponds par la négative à la question que je pose dans le titre : non, les subalternes, dans la mesure même où elles sont en position de subalternité, ne peuvent pas parler. Et ceux qui prétendent les entendre ne font en réalité que parler à leur place ».

## Critique de certains intellectuels français
Spivak décèle dans le discours philosophique de Michel Foucault et de Gilles Deleuze une tendance à évacuer le problème des « sans voix ». Ces philosophes postulent ainsi que les sujets opprimés peuvent s'exprimer sans obstacle, et rendre compte de leur condition. De plus, ils s'abstiennent d'évoquer leur situation d'intellectuels, et tentent de faire croire qu'ils laissent les groupes marginaux prendre la parole sans essayer de les représenter, ; ce faisant ils contribueraient à les réduire au silence.

## Critique du colonialisme britannique

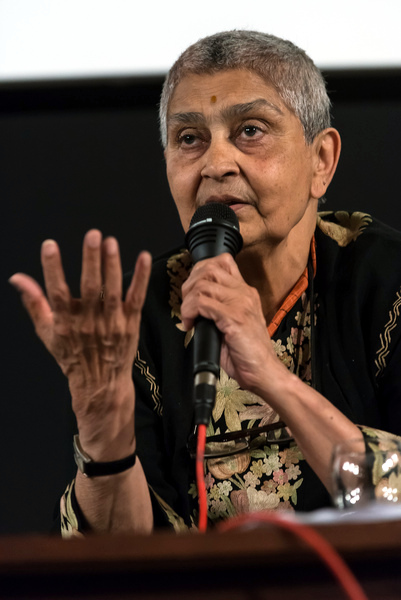
Gayatri Spivak.

Spivak analyse « les revendications bien-pensantes du colonialisme britannique » qui s'est présenté comme « civilisateur » et qui a prétendu en particulier sauver les femmes indiennes de la pratique du suicide rituel des veuves.

### L'administration coloniale et le sacrifice de la veuve en Inde
Pour les colonisateurs britanniques, l'immolation des veuves, appelée « sati », représentait une forme de barbarie. Fred Poché, dans son étude de l'essai de Spivak, rappelle que ce sacrifice religieux était rare et réservé à la caste guerrière. La famille « bénéficiait » socialement de cet acte, de même que la veuve elle-même, qui était considérée après sa mort comme un être sacré. « Ce sens du sacrifice de la veuve comme une signification exceptionnelle de la conduite de la femme » n'est pas concevable aux yeux des législateurs coloniaux britannique, écrit Fred Poché.

### «Les hommes blancs sauvent les femmes brunes des hommes bruns»
Le rite du sacrifice des veuves a été aboli par les Britanniques en 1829, dans le but déclaré de délivrer les femmes indiennes de l'oppression patriarcale hindoue. Dans son commentaire, Fred Poché rappelle la position du réformateur indien Ram Mohan Roy (1772-1833) engagé en faveur des droits des femmes indiennes, et qui aurait préféré que l'abolition de la sati prenne appui sur les ressources offertes par la tradition indienne, plutôt qu'elle ne soit imposée par les autorités coloniales. Selon Ram Mohan Roy, la multiplication des suicides rituels était une conséquence du colonialisme, une partie de la société réagissant ainsi au mépris que lui témoignait l'élite occidentalisée des grandes villes.
Spivak reproche aux colonisateurs britanniques d'avoir occulté l'action des femmes indiennes et, sous couvert de les défendre, de les avoir instrumentalisées pour légitimer le colonialisme. Les Britanniques ont ainsi présenté l'occupation d'un territoire comme l'accomplissement d'une entreprise civilisatrice. Spivak analyse comme « un fantasme collectif » l'idée selon laquelle « les hommes blancs sauvent les femmes brunes des hommes bruns ».
On retrouve la même exploitation idéologique des femmes subalternes dans les discours contemporains, les uns s'inscrivant dans la sphère patriarcale, et affirmant que ces femmes sont satisfaites de leur sort, les autres reprenant le credo impérialiste, selon lequel ces femmes sont des victimes et qu'il reviendrait à l'Occident de les représenter. « Un groupe n'a pas été entendu du tout : les femmes concernées ».

## Différences entre lessubaltern studieset la position de Spivak
Spivak instaure un dialogue critique avec les « études subalternes », qui se sont développées en principalement en Inde.

### Extension plus grande du sens de «subalterne»
Dans ce texte, « subalterne » prend un sens plus large que dans les œuvres de théoriciens de la subalternité comme Ranajit Guha, et renvoie aux femmes, y compris aux femmes de la bourgeoisie dans les pays du Tiers monde. En effet, pour Spivak, les inégalités entre les sexes justifient dans les pays sous domination coloniale l'inclusion de toutes les femmes dans la catégorie des subalternes ; elle note ainsi que l'enseignement de histoire de l'indépendance en Inde passe sous silence le rôle des femmes dans la lutte contre la colonisation.
Ajit K. Chaudhury a critiqué d'un point de vue marxiste cette extension de la subalternité à des femmes de la classe moyenne et supérieure, considérant que les conflits de classe demeurent primordiaux. Spivak a mis l'accent, de fait, sur un autre conflit, celui opposant le Tiers monde et le Premier monde ; son choix sous-entend que la classe ouvrière du Premier monde serait plus solidaire des capitalistes de son pays que des ouvriers des pays pauvres.

### Hétérogénéité du groupe des subalternes
Pour Spivak, les études subalternes ont le mérite de proposer une approche non coloniale des subalternes, cependant ce mouvement académique a eu tendance à essentialiser les subalternes en les représentant comme un groupe qui aurait une identité commune et définissable. Spivak insiste quant à elle sur le caractère composite de ce groupe.

## Traductions en français
Les traductions en français comme dans d'autres langues prennent pour texte de référence celui paru en 1988 dans Cary Nelson et Lawrence Grossberg (dir.), Marxism and the Interprétation of Culture, et non la première version, plus courte, de cet essai, parue en 1985 dans le magazine Wedge sous le titre « Can the Subaltern Speak ? Speculations on Widow Sacrifice » (une version encore antérieure du texte original anglais plusieurs fois remanié s'intitulait « Power, desire, Interest », « Pouvoir, désir, intérêt »).
Une première traduction en français de « Can the Subaltern Speak? », intitulée Les Subalternes peuvent-ils parler ?, a été publiée en 1999 ; elle est considérée comme peu fiable. Une deuxième traduction par Jérôme Vidal a paru en 2009 ; le choix du pronom féminin « elles » dans le titre est dû à Spivak.